# Das dritte Auge (Album)
Das dritte Auge ist das dritte Studioalbum der Hip-Hop-Gruppe Die Firma. Dieses wurde am 4. Februar 2002 über das Label V2 Records veröffentlicht. Neben der CD-Albumversion wurde eine limitierte DVD-Version veröffentlicht.

## Entstehung
An Das dritte Auge arbeitete Die Firma ein ganzes Jahr, wohingegen sie für das vorherige Album Das Zweite Kapitel, nur drei Monate gebraucht haben.

## Texte

### Storytelling
Das Lied Die dunkle Seite des Mondes ist ein typischer Storytelling-Track. Es geht um eine futuristische Verschwörungstheorie die nach der Kolonisierung des Mondes spielt. Den Menschen werden wichtige Geheimnisse über extraterrestrisches Leben sowie Technologien vorenthalten.

„[…] Ich hab einfach viel von verschiedenen Leuten darüber gelesen und hab versucht eine Theorie zu finden, die – in meinen Augen – alles plausibel macht, also wie es tatsächlich sein könnte. […] Und die Abstände von dem, was man entwickeln kann und der Realität die dann nachkommt wird immer kleiner. Deshalb war es für mich klar, dass ich auch etwas machen muss, was mit Raumfahrt zu tun hat, aber mit diesem realen Einwand zu tun hat, dass nicht alles so ist wie man es uns eventuell glauben machen möchte.“

### Religionskritik
Kein Ende in Sicht entstand nach den Terroranschlägen am 11. September und setzt sich mit Religionskonflikten auseinander.

„Kein Ende in Sicht ist jetzt aber ein Lied, das sich von diesem Storytelling-Style freimacht und auf harte Fakten zurückgreift. Ich versuche, alle möglichen Perspektiven zu diesem Themen in meinen Text einfließen zu lassen. Mein Blickwinkel hier aus Deutschland, die Sicht der USA, aber auch die Eindrücke der arabischen Nationen und Ansichten von irgendwelchen Kirchenoberhäuptern. Damit schaffe ich einen historischen Background, der den Hörer packen soll.“

## Gastbeiträge

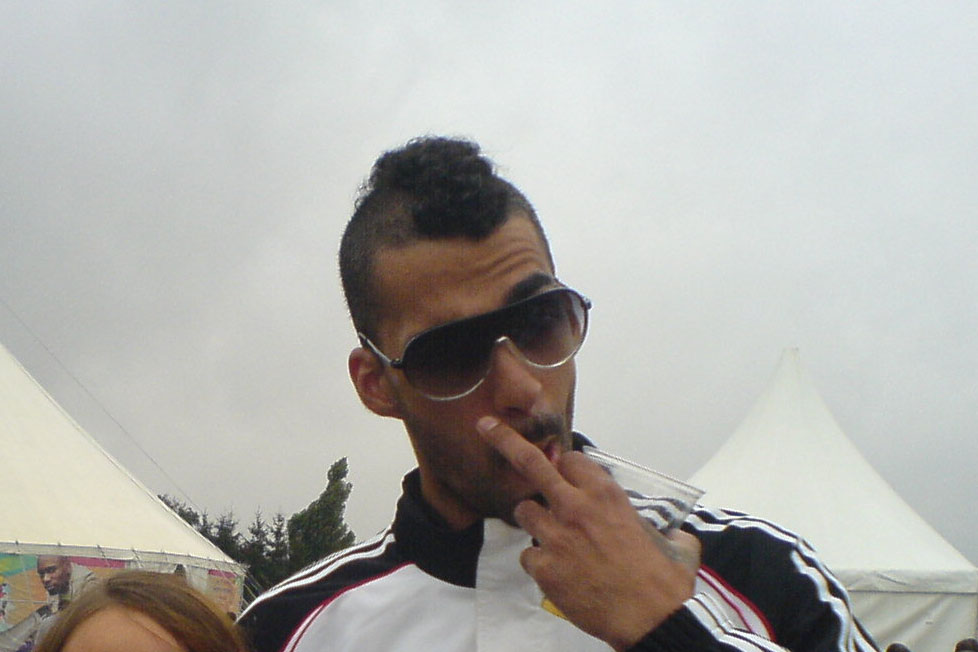
Der Rapper Harris von der Hip-Hop Gruppe Spezializtz

Das Album beinhaltet Gastbeiträge, sogenannte Features, von insgesamt neun Künstlern. Auf dem Track Wir sind... sind die Rapper Gianni, die Ventura Brothers und Nesti, allesamt vom eigenen Label La CosaMia, sowie Da Fource, Spezializtz und Capkeks vertreten. Mit den Spezializtz waren Die Firma zuvor bereits auf Tour, sodass sich eine gemeinsame Zusammenarbeit anbot. Da Fource lernten die Gruppe durch den Kontakt zu den Ventura Brothers kennen. Mit Afrob, welchen sie durch alte Freestyle-Battles in München und in Stammheim kannten, entstand der Track Hektik. Die Zusammenarbeit war bereits für das vorherige Album Das Zweite Kapitel geplant, was aber nicht geklappt hatte. Def Benski äußerte sich zu der Auswahl, der auf dem dritten Album zu findenden Gastbeiträge in einem Interview folgendermaßen: „Es war uns bei den Features einfach wichtig, dass wir diesmal einfach Jungs nehmen, mit denen wir persönlich klarkommen.“

## Illustration

Das Die Firma-Logo des Albums

Das Cover ist im Comicstyle und zeigt die drei Rapper aus der Froschperspektive. Einer stellt einen Samurai dar und hält ein Samuraischwert, der andere stellt einen Geschäftsmann mit einer Pistole dar, und der dritte hält eine Eisenkette und ist wie ein Knastflüchtling gekleidet. Der Hintergrund zeigt zentriert einen Mond, einen wolkenlosen Himmel sowie eine Skyline. Die Charaktere und Gebäude sind blau, der Hintergrund rot. Im linken oberen Eck befindet sich das Firmalogo.

„Wir haben uns mit John Cassidy, der Planetary macht, jemanden gesucht, der zu uns passt. Das ist eben auch ein Heft, das visuell und inhaltlich perfekt zu uns passt, weil es sich einfach auch mit Verschwörungstheorien beschäftigt. Da haben wir uns einfach gesagt, dass wir uns einen der derzeit anerkanntesten Comickünstler suchen und uns von ihm dann das Cover machen lassen. Das war dann einfach auch in Sachen Cover der next Step.“

## DVD-Veröffentlichung
Parallel zum Album wurde eine limitierte DVD-Version veröffentlicht, welche ab 12 Jahren erhältlich ist. Diese enthält neben den Liedern des Albums noch insgesamt neun Musikvideos, Kommentare der Musiker zur Entstehungsgeschichte und zu den künstlerischen Absichten ihrer Musikfilme sowie zwei Making-ofs und Interviews.

## Rezeption

### Erfolg
Das Album schaffte es in den deutschen Album-Charts auf Platz 17 und in den österreichischen auf Platz 44. Ein Jahr nach dem Erscheinen des Albums, wurde Die Firma für den Echo-Preis Hip Hop National nominiert, was auf das Album Das dritte Auge zurückzuführen ist.

### Kritiken
In einer Rezension zu Das dritte Auge der Internetseite Hiphop.de schrieb der zuständige Autor, dass das Album „die Erwartungen bezüglich der musikalischen Entwicklung der Jungs“ erfüllt. Neben einer Wertung mit fünf von sechs möglichen Punkten, schrieben die Autoren in einem zusammenfassenden Fazit zu Das dritte Auge:

„Die Firma ist back und hat den überladenen Sounds vom ‚zweitem Kapitel‘ abgeschworen. Sicherlich ein Album, das sowohl alte als auch neue Fans gleichermaßen zufriedenstellt.“

Auf der Internetseite laut.de wurde das Album mit vier von fünf möglichen Punkten bewertet. Des Weiteren schrieb der Autor Stefan Johannesberg:

„Die drei Mitglieder […] gehen konsequent ihren Weg der voran gegangen Scheiben weiter, indem sie zumeist am hinterfragenden Storytelling und den bombastischen Beats festhalten. […] Überhaupt sind diesmal nicht die Beats von Fader Gladiator der ‚Hingucker‘ des Albums geworden, sondern die lyrische und flowtechnische Weiterentwicklung der zwei Emcees lässt einem das Herz wirklich höher schlagen.“

## Vermarktung

### Videos
Zum Lied Kein Ende in Sicht wurde, unter Regie von Oliver Sommer, ein Musikvideo gedreht.

„Wir wollten keinen Schnickschnack machen. Da sollte man kein Video machen, bei dem der Song sich über das Video verkauft, sondern das Video soll höchstens den Text unterstreichen. Im Vordergrund steht ganz klar der Text, die Musik ist total in den Hintergrund gerückt.“

### Tour
Zwei Wochen nach der Veröffentlichung des Albums ging Die Firma auf Tournee. Diese begann am 28. Februar 2002 in Schorndorf und endete am 17. März 2002 in Bielefeld. Es wurden in insgesamt 16 Städten Konzerte veranstaltet. Dabei wurden neben Auftritten in Deutschland auch einige Konzerte in Österreich und der Schweiz absolviert.